# Borna (Sasko)
Borna je velké okresní město v německé spolkové zemi Sasko. Je sídlem zemského okresu Lipsko a má přibližně 20 tisíc obyvatel. Nachází se zhruba 30 km jihovýchodně od Lipska v jeho nížinné oblasti. Městem protéká řeka Wyhra. V třetihorách v oblasti vznikla rozsáhlá ložiska hnědého uhlí, jehož povrchová těžba změnila v posledních sto letech významně ráz místní krajiny. Vznikly tak okolní haldy a po ukončení těžby zaplavená jezera tvořící oblast Lipského Neuseenlandu. 

## Historie

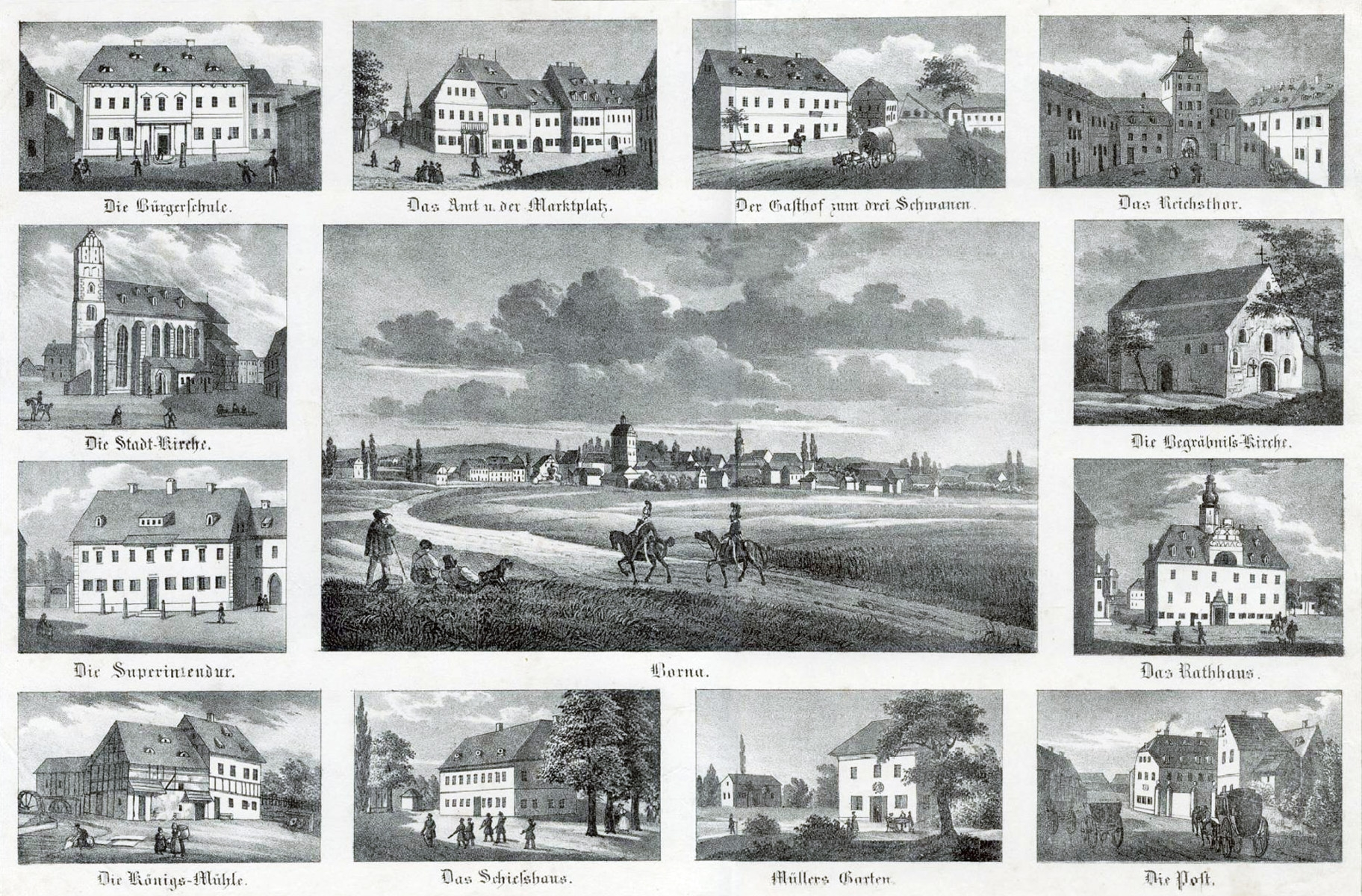
Borna a její budovy v roce 1840

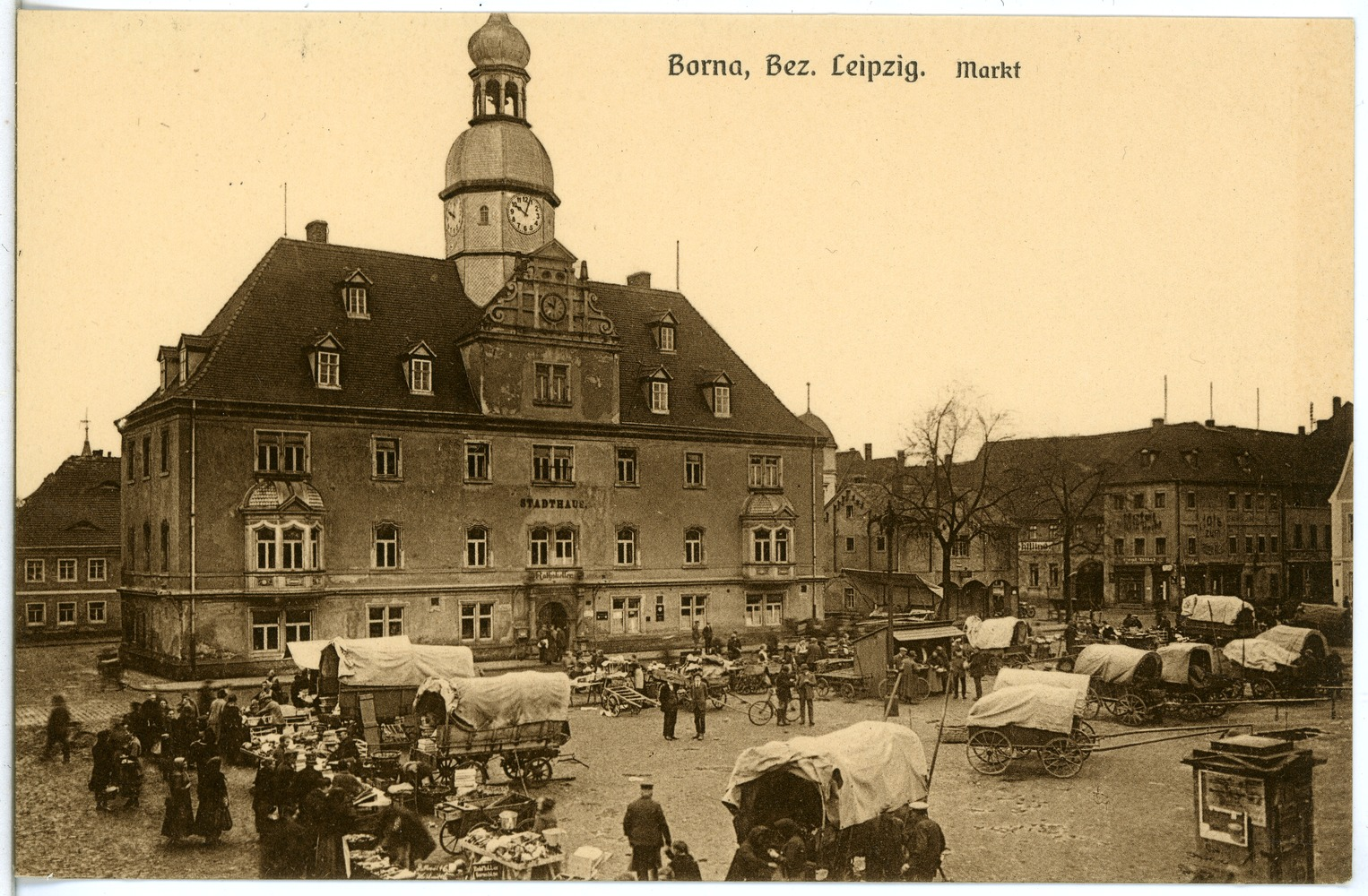
Pohlednice z roku 1925 zachycující místní trhy s radnicí

První osídlení ve zdejší oblasti pochází údajně z 7. století a mělo se jednat o slovanské kmeny. Na současném místě města původně stály dvě osady - Altstadt (staré město) a Wenigborn. Již před založením města zde stál vodní hrad od 9. století. První písemná zmínka pochází z roku 1251. V 15. století byly zahájeny stavby původní místní radnice i kostela svaté Marie. Během svého působení na hradě Wartburg podnikl reformátor Martin Luther cestu po saských městech v rámci které také navštívil město v březnu roku 1522 a kázal zde.
V srpnu roku 1668 zasáhl město rozsáhlý požár, v rámci něhož shořelo 100 domů včetně radnice. Ta byla následně přestavěna do současné barokní podoby architektem Gundermannem z Altenburgu. Přestavba byla dokončena roku 1676.
Začátek těžby uhlí je spojen s datem 1799, kdy město o povolení zde těžit lignit požádal ředitel lipské univerzity společně s místním zedníkem Uhlmannem v oblasti dnešního Volksplatzu. Města se v roce 1813 dotkly napoleonské války. V dubnu si zde zřídil své velitelství pruský generál Blücher. Začátkem května pak město navštívil Napoleon, který si zde prohlédl vojenskou přehlídku a přenocoval zde. V předvečer Bitvy národů u Lipska v říjnu téhož roku se zde setkali rakouský císař František I., pruský Fridrich Vilém III., ruský car Alexandr. I. a kníže Metternich.
V 19. století probíhal průmyslový rozvoj spojený hlavně s rozvojem těžby hnědého uhlí v okolí města. V roce 1828 zde byly založeny továrny na výrobu hudebních nástrojů, konkrétně klavírů a varhanů. V lednu roku 1867 bylo město napojeno na železniční síť skrze novou trať do Kieritzsch, kde je možné napojení na trať z Lipska do Hofu. Na dobové německé poměry bylo unikátní vybudování tratě samotným městem ze svých prostředků s přispěním místních soukromníků. V dubnu 1872 pak byla původně sedmikilometrová trať prodloužena do Saské Kamenice skrze Geithain. V roce 1904 bylo postaveno nové nádraží.
Po druhé světové válce připadla Borna stejně jako celé Sasko do sovětské okupační zóny a následně patřila k Německé demokratické republice. Dále se rozvíjela povrchová těžba uhlí, která zde dosáhla vrcholu v 80. letech. Rozvíjené byly oblasti nejdříve v severní, následně ve východní části města. V 60. letech byl postaven místní věžový dům i zdejší koupaliště Wyhra-Aue, které bylo největším umělým koupalištěm na území NDR. Roční návštěvnost až do uzavření v roce 2006 byla kolem 80 000 návštěvníků. Po znovusjednocení Německa se začala těžba uhlí v regionu utlumovat a povrchové doly revitalizovat. V rámci tohoto procesu vznikla okolní jezerní oblast Leipziger Neuseenland.

## Obyvatelstvo
| Rok            | 1551 | 1748 | 1834  | 1871  | 1890  | 1910  | 1925   | 1939   | 1946   | 1950   | 1964   | 1990   | 2000   | 2010   | 2020   |
| -------------- | ---- | ---- | ----- | ----- | ----- | ----- | ------ | ------ | ------ | ------ | ------ | ------ | ------ | ------ | ------ |
| Počet obyvatel | 156  | 325  | 3 684 | 5 751 | 7 485 | 9 221 | 10 978 | 14 619 | 18 425 | 17 807 | 19 963 | 23 305 | 20 281 | 20 680 | 19 120 |

## Pamětihodnosti
- Budova městského gymnázia „Am Breiten Teich“
- Hornsches Haus – gotický dům z 16. století s renesančními štíty
- Náměstí v historickém centru s městskou radnicí – barokní stavbou z roku 1676.
- Pozdně gotický městský kostel sv. Marie (Stadtkirche Borna)
- Románský kostelík Emmauskirche přemístěný v roce 2007 z obce Heuersdorf, která byla zbourána kvůli rozšiřujícímu se povrchovému dolu[7]
- Románská bazilika Kunigundenkirche. Jedna z nejstarších ve středním Německu.[8]
- Říšská brána Reichstor
- Větrný mlýn holandského typu v části Wyhra
- Vodní mlýn v části Wyhra

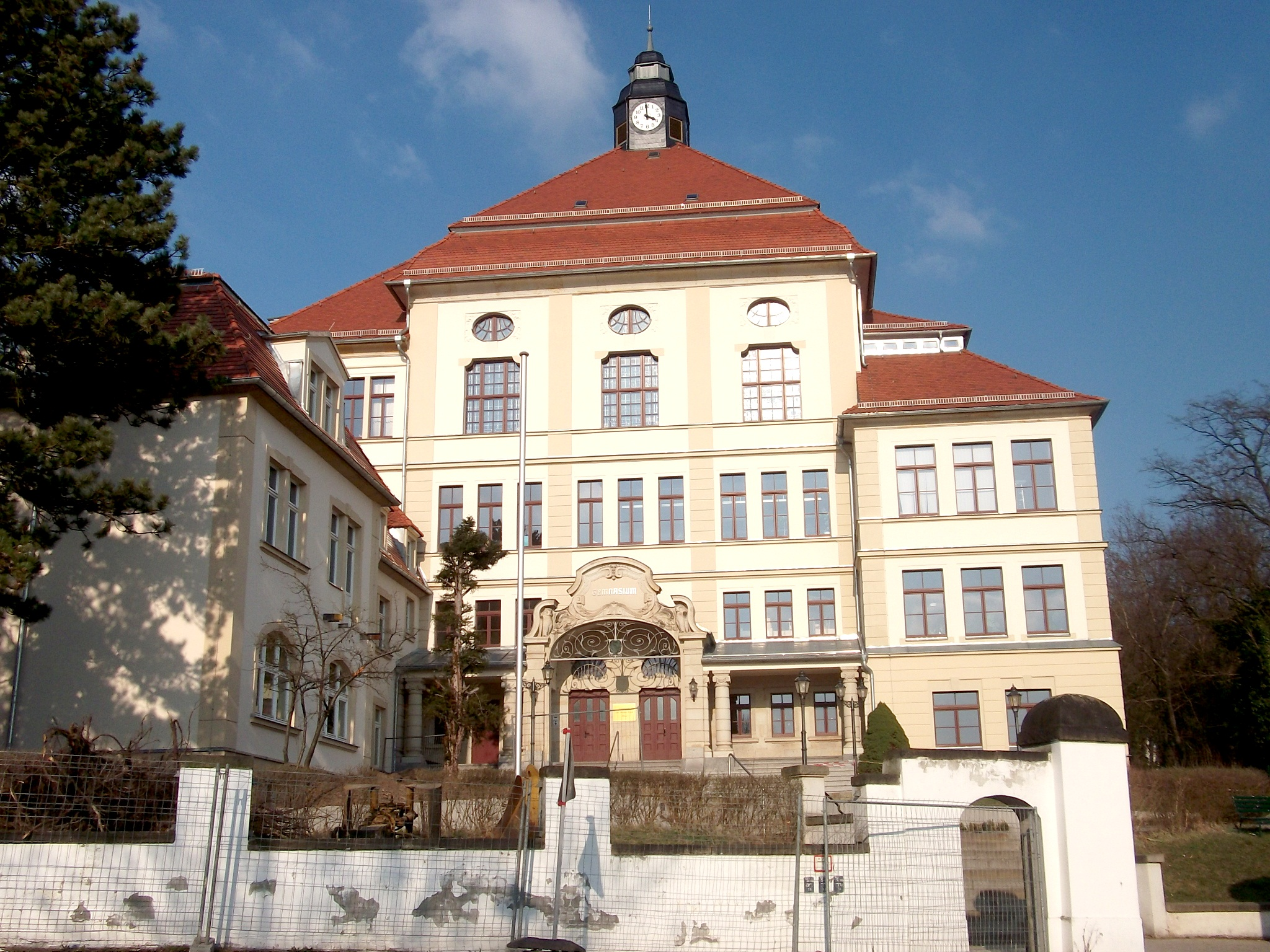
Gymnázium Am Breiten Teich
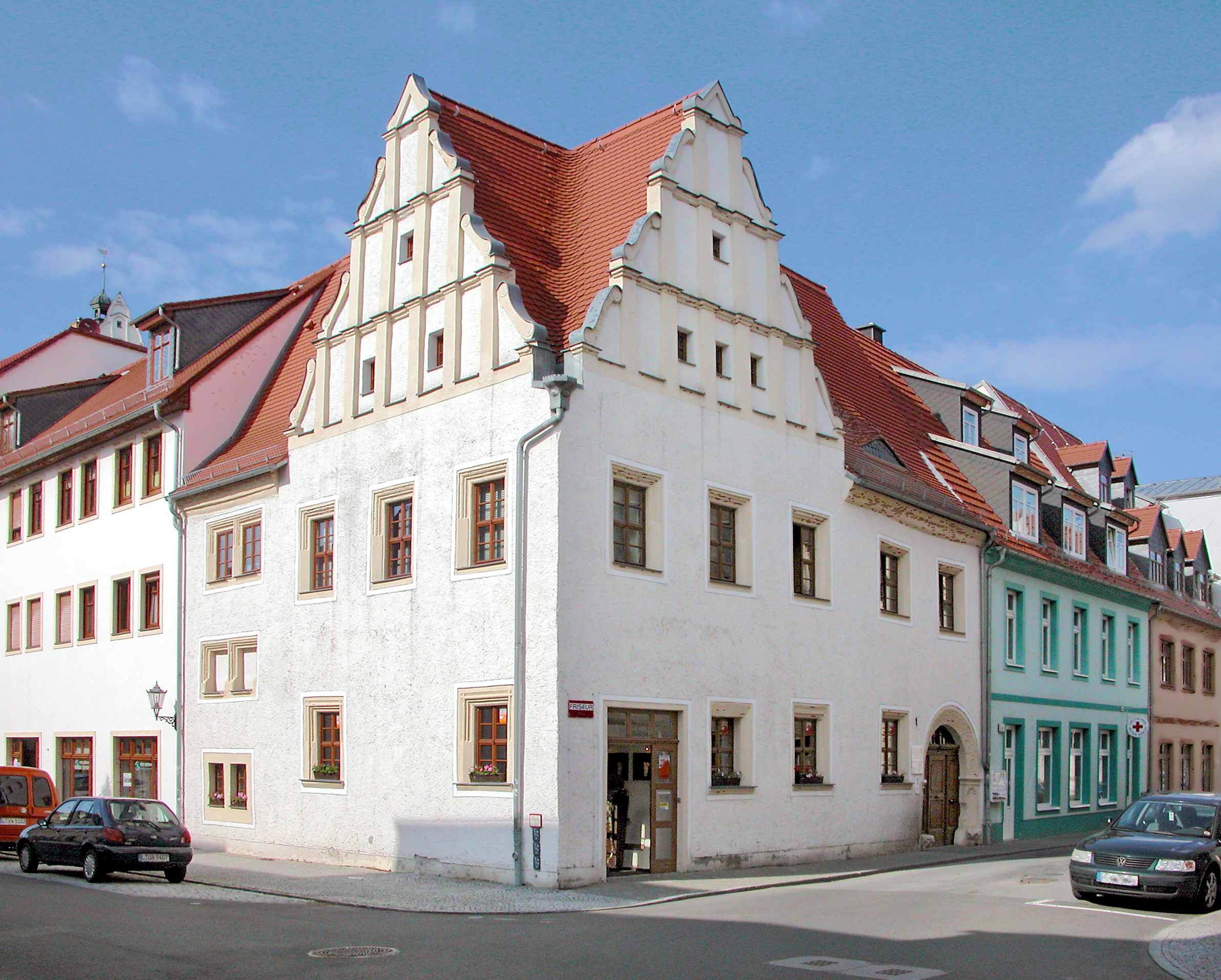
Hornsches Haus
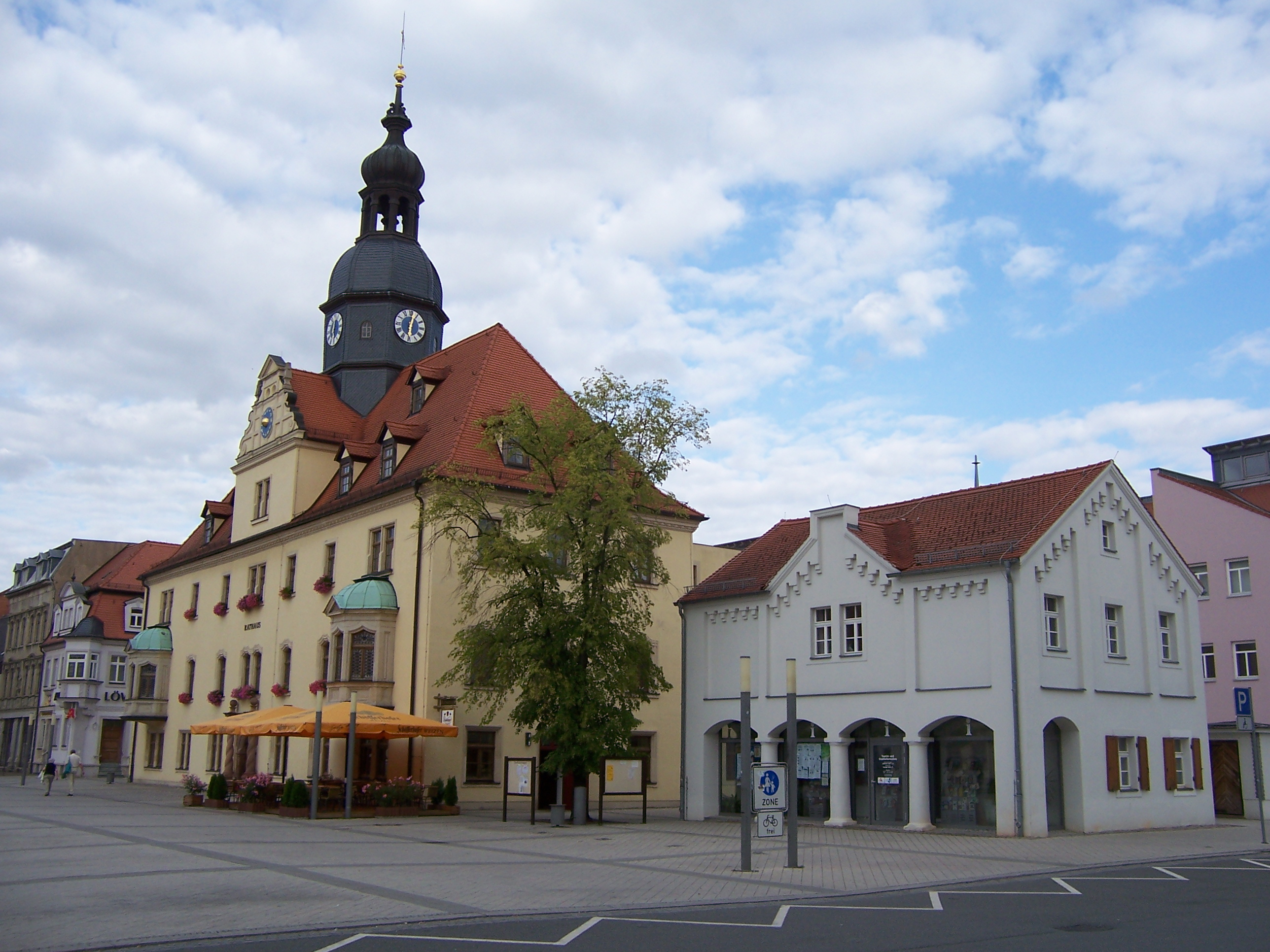
Budova radnice s měšťanským domem Alter Wache
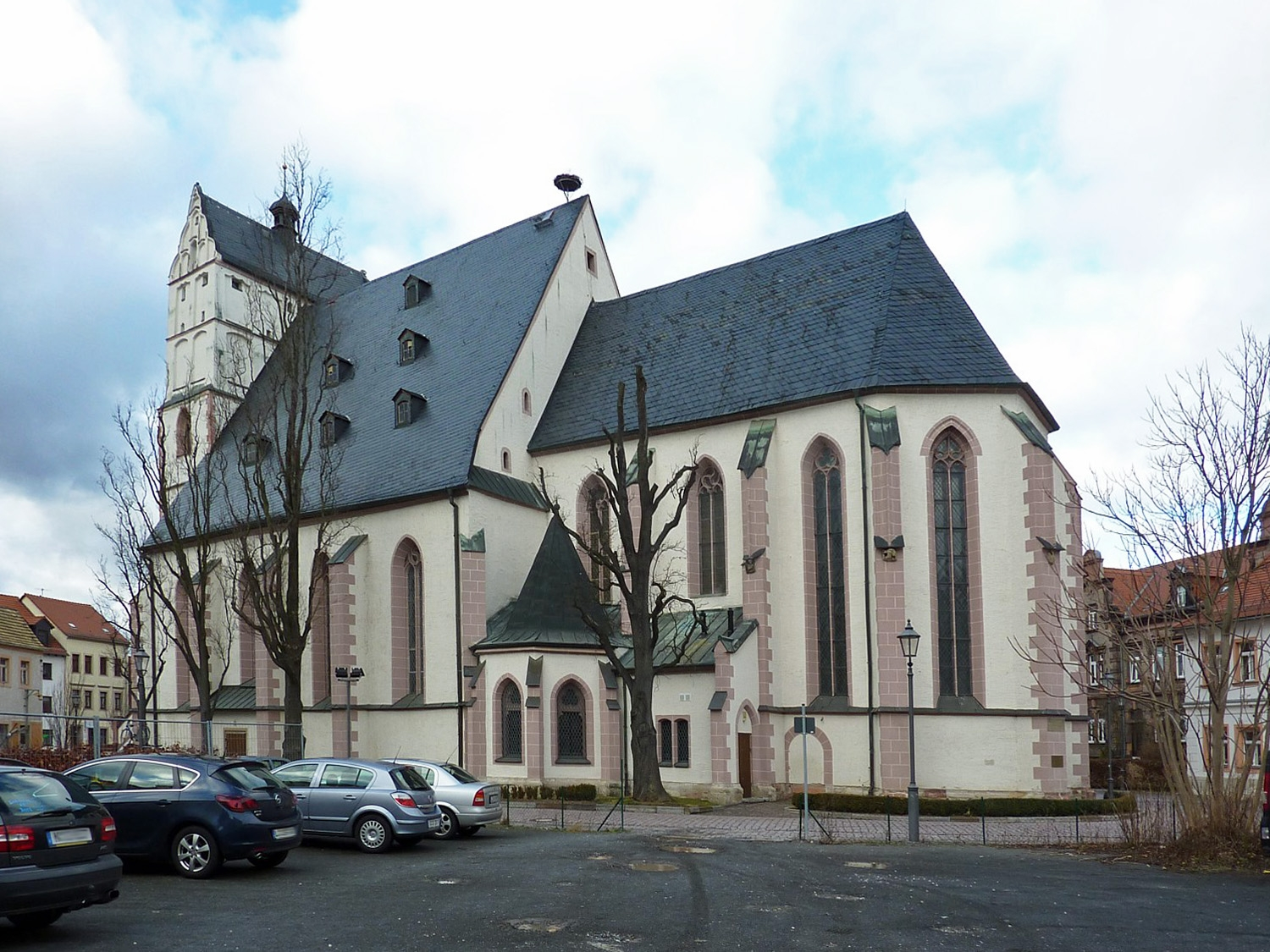
Městský kostel sv. Marie
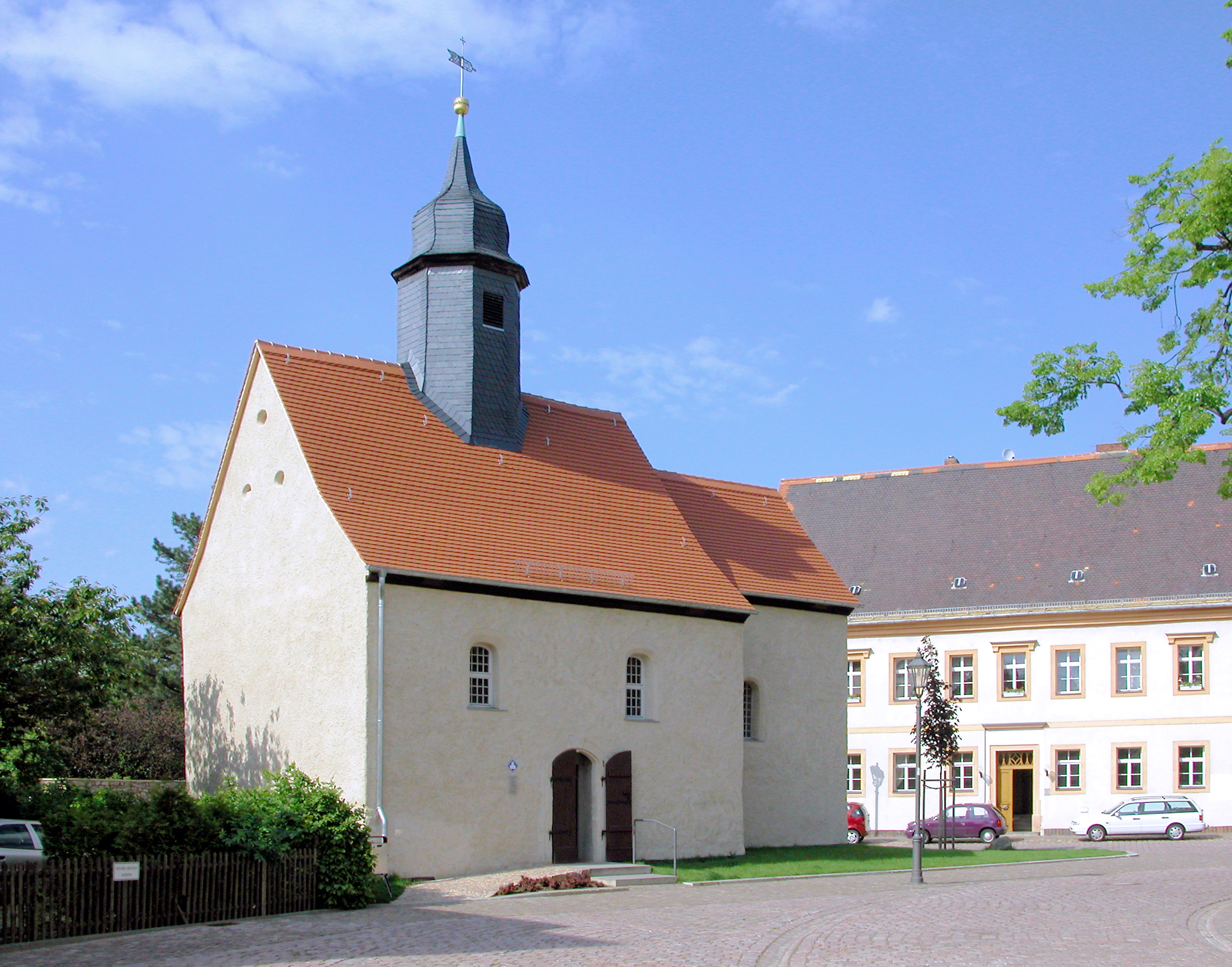
Přemístěný kostelík Emmauskirche
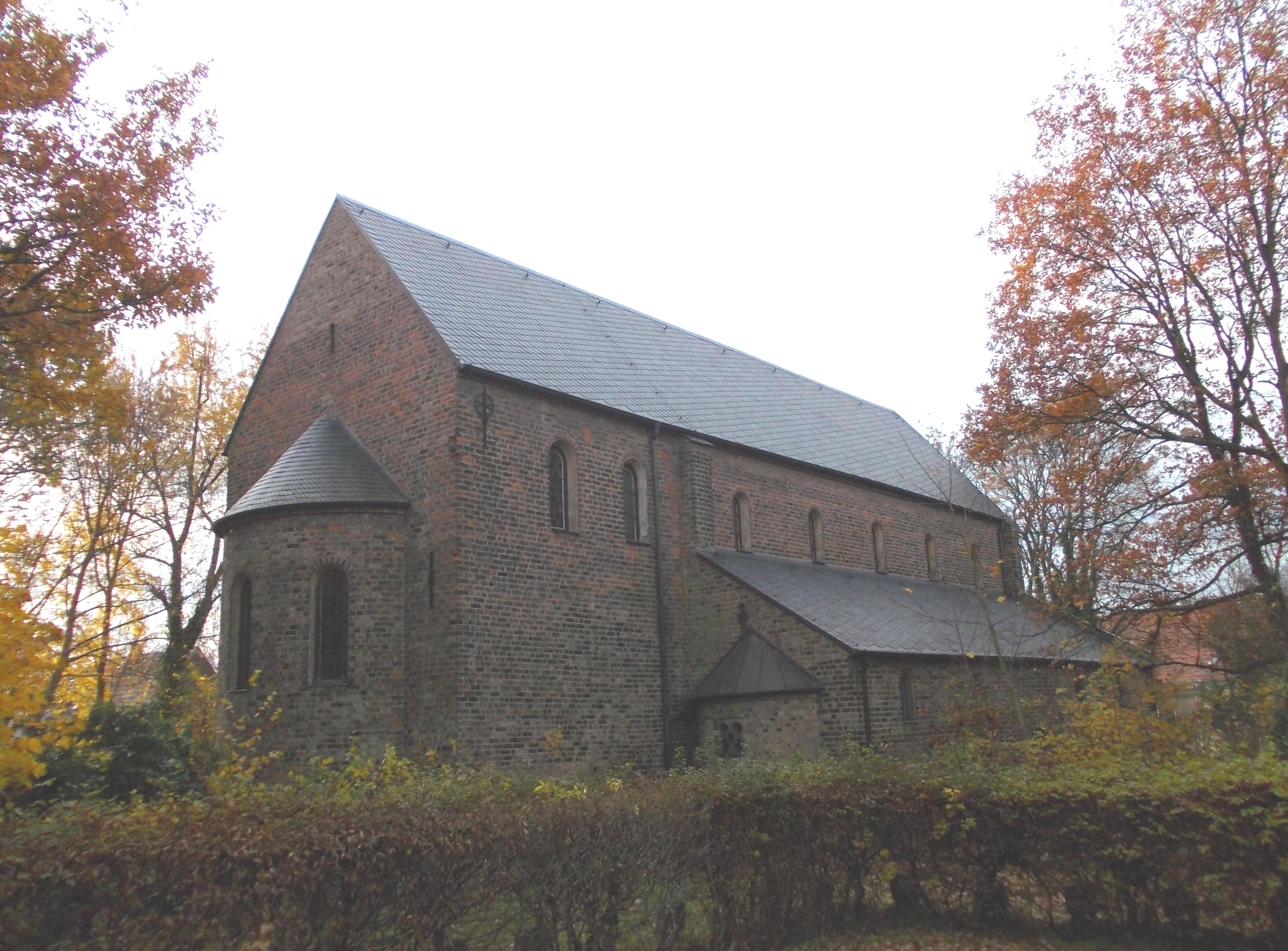
Bazilika Kunigunden
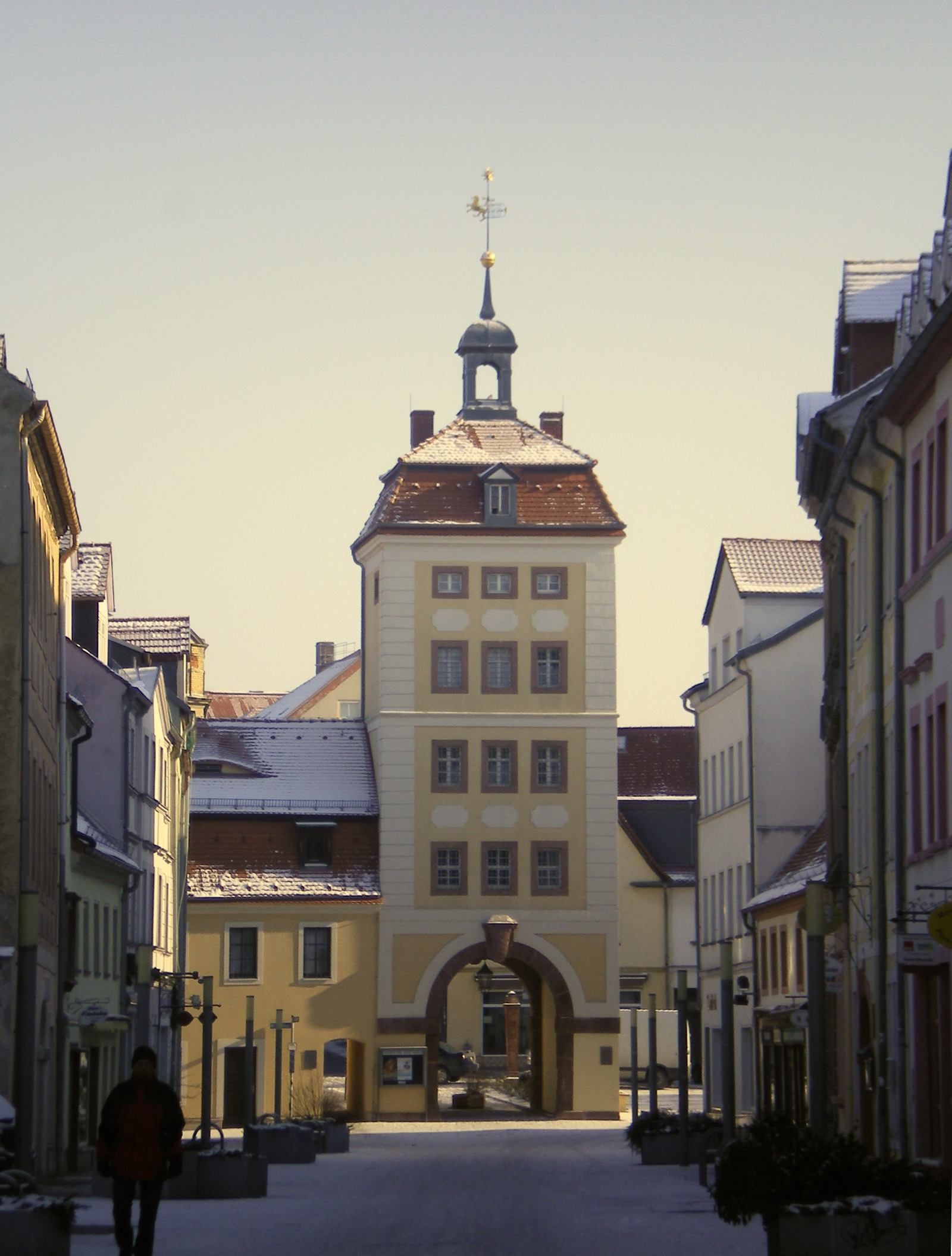
Reichstor
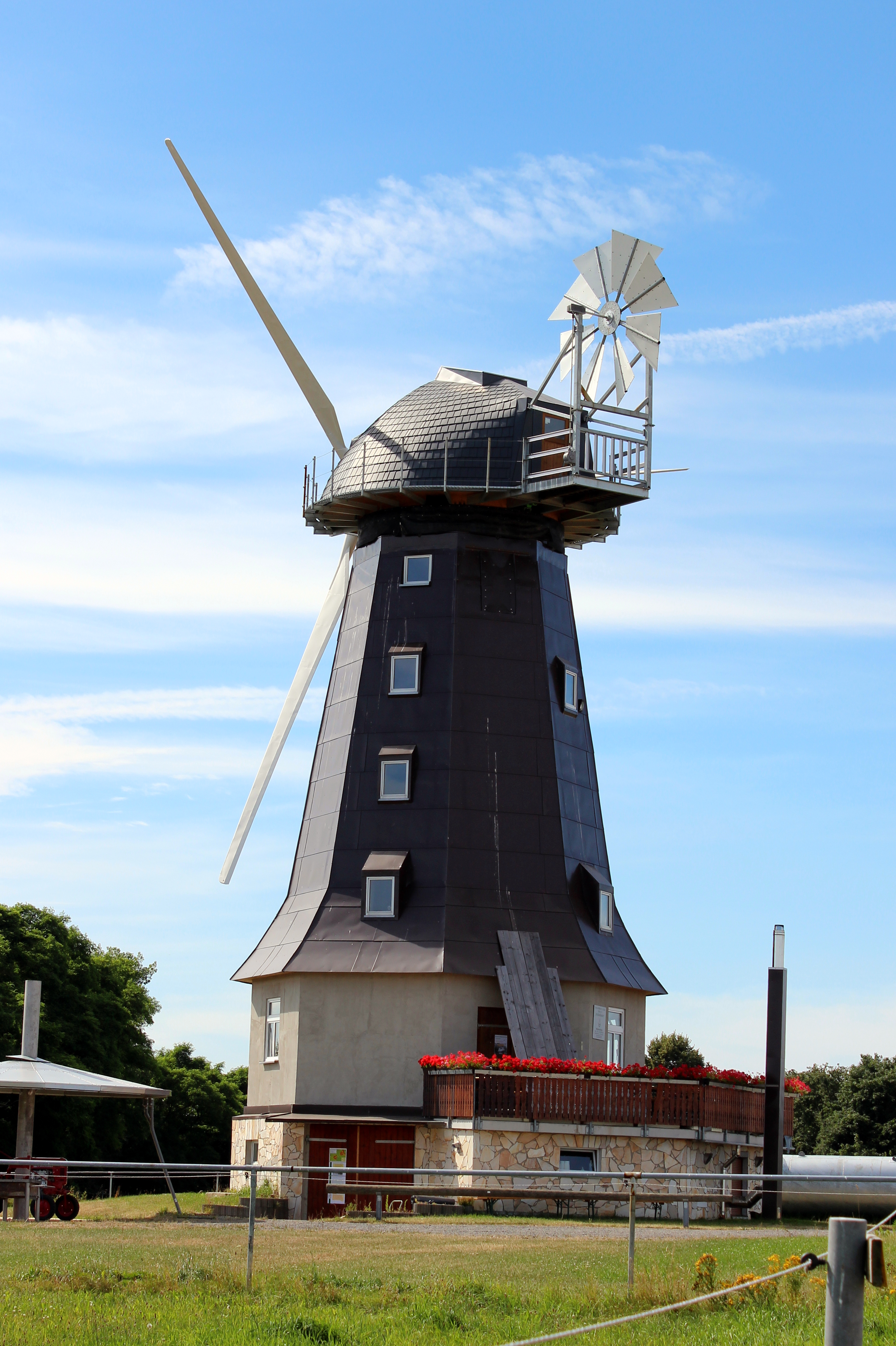
Větrný mlýn v části Wyhra
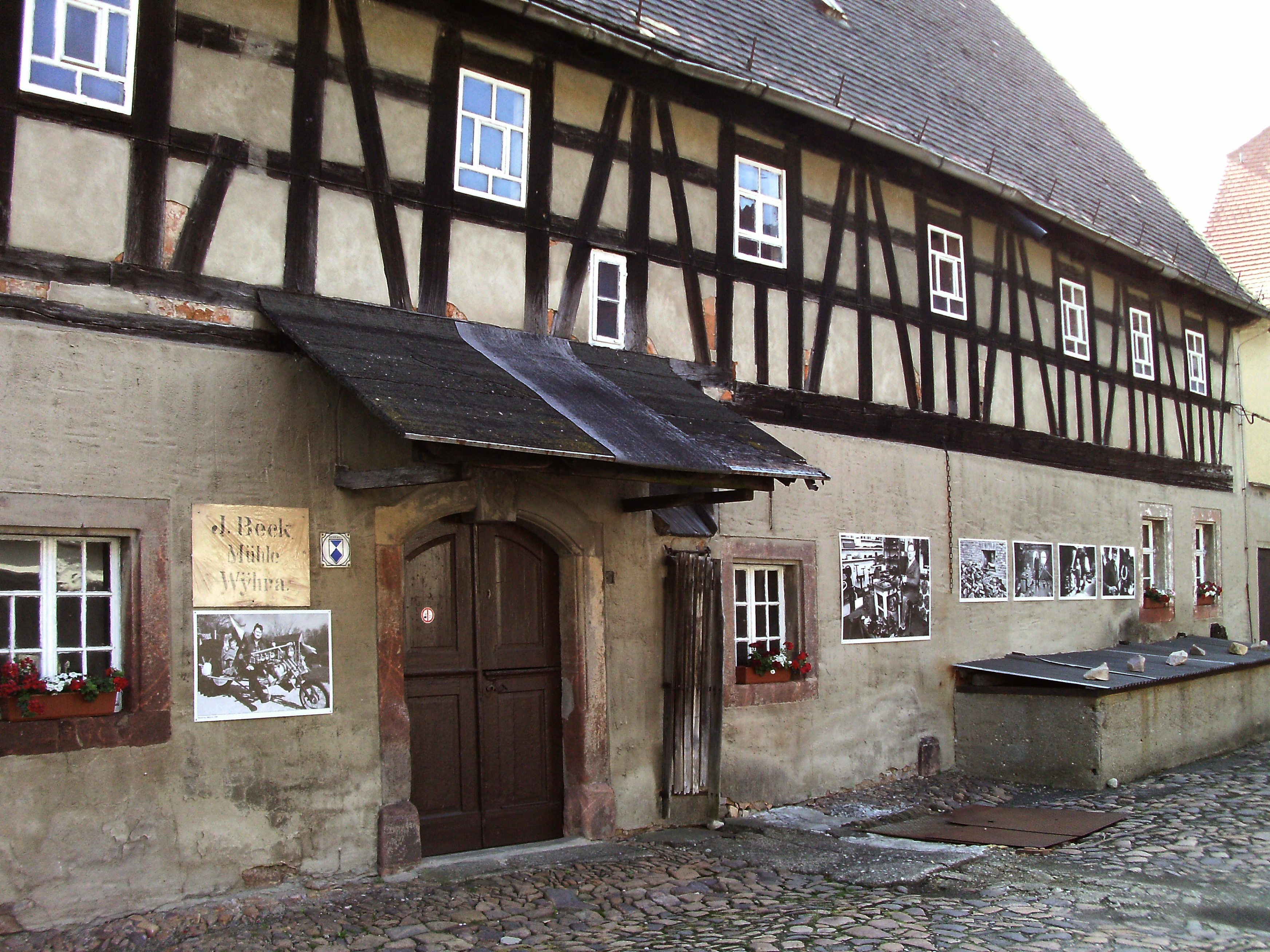
Vodní mlýn v části Wyhra

## Osobnosti
- Gustav Friedrich Dinter (1760–1831) – teolog, pedagog
- Karl Immanuel Nitzsch (1767–1868) – teolog
- Ludwig Külz (1875–1938) – profesor tropické medicíny
- Wilhelm Külz (1875–1948) – ministr vnitra Výmarské republiky v letech 1926 až 1927, dvojče předchozího
- Thomas Munkelt (* 1952) – reprezentant NDR v atletice a sprintu

## Partnerská města
- Étampes, Francie
- Irpiň, Ukrajina
- Shangcheng (Hangzhou), Čína
- Tu-ťiang-jen, Čína